# Firefox OS
Firefox OS — мобільна операційна система, оголошена організацією Mozilla у липні 2012, розробку якої було припинено в травні 2016 року. Спочатку проєкт розвивався під ім'ям Boot to Gecko (B2G), але згодом вирішили, що ОС буде поставлятися під впізнаваним брендом Firefox, це допоможе зацікавити користувачів до нових смартфонів, котрі тільки виходять на ринок.
Операційну систему було засновано на браузерному рушії Gecko
вона цілком спиралася на відкриті веб стандарти, надаючи розробникам застосунків засновані на HTML5 компоненти для задіяння всіх можливостей апаратних пристроїв.
Mozilla гарантувала повну відкритість проєкту і незалежність розробки від окремих комерційних вендорів. Розробники проєкту мали намір передати еталонну реалізацію Web API, розробленого в процесі створення Firefox OS, в організацію W3C для затвердження як вебстандарт. При цьому Web API по можливості базувався на вже прийнятих стандартах, розширюючи їх у необхідних напрямках.

## Історія

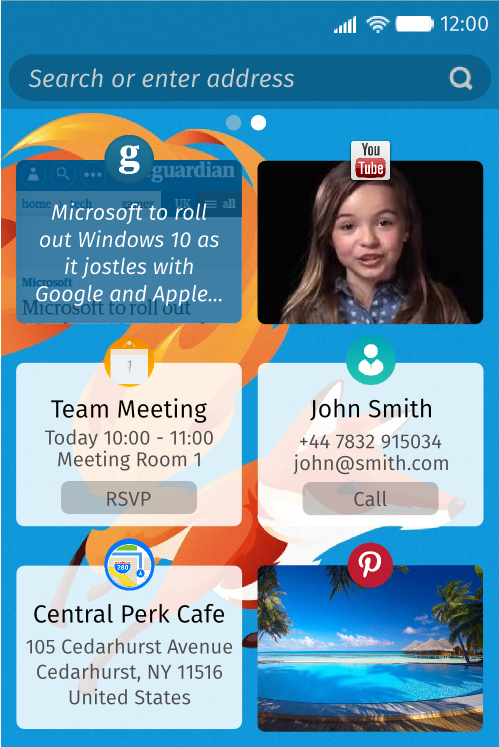
Версія 2.5, в якій з'явилася можливість прикріплювати різні ярлики на домашній екран

На створення проєкту розробників підштовхнула поява рушія для обробки PDF засобами HTML5 і JavaScript pdf.js.
26 липня 2011 представник Mozilla Foundation повідомив про початок робіт над операційною системою, заснованою на рушії Gecko, що використовується в браузері Mozilla Firefox.
У лютому 2012 іспанська телекомунікаційна компанія Telefónica спільно з Mozilla Foundation розробили концепт Open Web Device, що використовує операційну систему Boot to Gecko. Повідомляється також про співпрацю з Qualcomm і Deutsche Telekom.
У грудні 2015 року з'явилася інформація про закриття проєкту як платформи для смартфонів. При цьому не виключалося поява інших пристроїв на цій платформі. Проте пізніше стало відомо, що в Mozilla мали на увазі тільки відмову від співпраці з операторами зв'язку; сама операційна система для смартфонів продовжить існування у вигляді відкритої платформи і може бути використана виробниками пристроїв на їх розсуд. Також натякається на те, що операційна система як проєкт для смартфонів буде активно розвиватися в майбутньому.

## Огляд

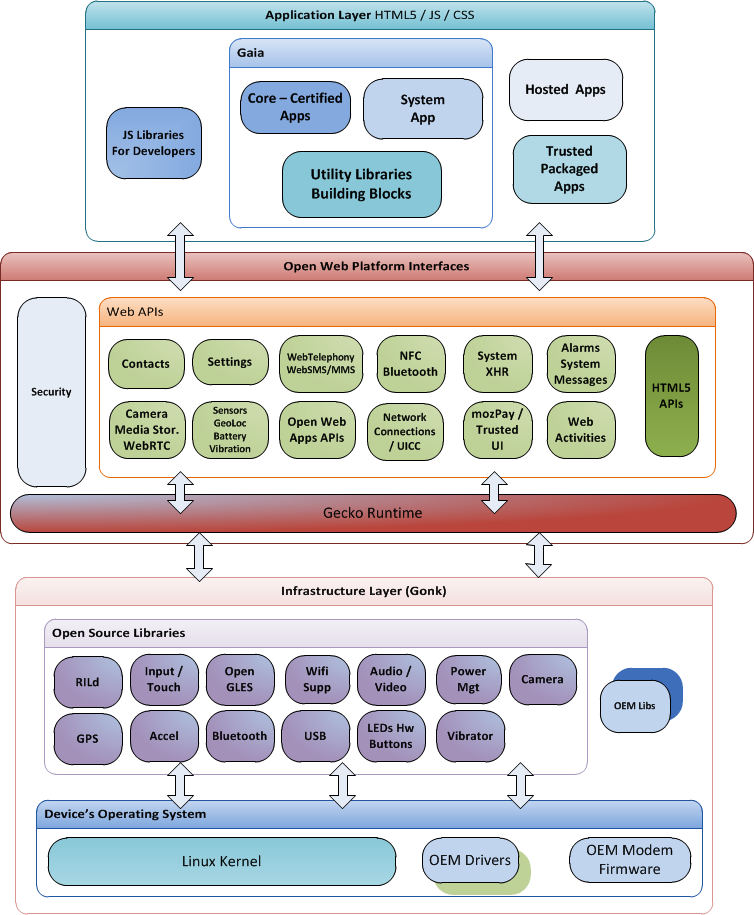
Firefox OS схема архітектури

Розроблена в рамках проєкту Firefox OS мобільна платформа, базується на ідеї використання браузерного оточення замість робочого стола. На відміну від ChromeOS платформа Firefox OS орієнтована насамперед на мобільні пристрої та надає розширений Web API для створення спеціалізованих мобільних вебзастосунків, які використовують можливості сучасних телефонів. Як основа використовується ядро Linux і компоненти з низькорівневої платформи Android. Замість віртуальної машини Dalvik для запуску застосунків задіяний web-стек Mozilla.
Для розповсюдження оновлень в Firefox OS використовуються вже випробувані технології, використовувані проєктом Firefox. Для вирішення питань протидії спробам поширення шкідливого ПЗ використаний досвід підтримки каталогу доповнень для Firefox. Програми та доповнення (з версії 2.5) поширюються через каталог-магазин Mozilla Marketplace, який підтримує поширення як безкоштовних, так і платних застосунків.
Інтерфейс користувача платформи сформований з набору вебзастосунків Gaia. До складу включені такі програми, як веббраузер, калькулятор, календар-планувальник, застосунок для роботи з вебкамерою, адресна книга, інтерфейс для здійснення телефонних дзвінків, клієнт електронної пошти, система пошуку, музичний плеєр, програма для перегляду відео, інтерфейс для SMS/MMS, конфігуратор, менеджер фотографій, робочий стіл і менеджер програм з підтримкою декількох режимів відображення елементів (cards і grid).
Програми побудовані з використанням стека HTML5 і розширеного програмного інтерфейсу Web API, який дозволяє організувати доступ застосунків до апаратного забезпечення, телефонії, адресної книги та інших системних функцій. Замість надання доступу до реальної файлової системи, програми обмежені всередині віртуальної ФС, побудованої з використанням IndexedDB API та ізольованої від основної системи.
Створені з використанням Web API програми зможуть працювати не тільки в оточенні Firefox OS, але в будь-якому іншому, котре підтримує стандарти вебстеку. В результаті, буде сформований набір стандартів для створення універсальних мобільних вебзастосунків, які можуть забезпечити функціональність, властиву відокремленим мобільним стекам, як правило контрольованим окремими виробниками (Android, Apple iOS і Windows Phone).

### Компоненти
З елементів, що становлять Web API, можна відзначити:
- Geolocation API для визначення місця розташування;
- WebGL і типізовані масиви в JavaScript;
- Gamepad API — інтерфейс для взаємодії з гральними пультами;
- Screen Orientation API для керування орієнтацією екрана;
- navigator.getUserMedia — організація доступу до локальних пристроїв, які можуть генерувати мультимедійні потоки (мікрофон, вебкамера, плата захоплення відео тощо);
- Battery Status API для стеження за статусом заряду акумулятора;
- HTML Media Capture — набір розширених атрибутів до тегу «input», призначених для забезпечення доступу до локальних засобів запису аудіо, відео та зображень (наприклад, вебкамери і мікрофону);
- Network Information API дозволяє вебзастосункам отримати доступ до інформації про стан мережі, такий як тип з'єднання поточного пристрою, а також дозволяє відстежити події втрати і відновлення мережевого з'єднання;
- Web Telephony API для доступу до функцій телефонії (прийом та ініціювання дзвінків);
- Web SMS API для відправки і прийому SMS-повідомлень;
- Vibration API для керування вібросигналом;
- File API дає можливість організувати обробку локальних файлів через JavaScript після їхнього вибору користувачем у вебформі, але без завантаження на сервер;
- IndexedDB[en] дозволяє використовувати в JavaScript локальні індексовані БД, що працюють в режимі ключ/значення і підтримують операції впорядкованої вибірки даних, при якій ключі з бази виводяться відсортованими в певному порядку;

Інші інтерфейси: API для доступу до системних налаштувань, API для роботи з адресною книгою, API для взаємодії з каталогом програм, API для керування сенсорами (наближення, освітленість, акселерометр тощо), API для роботи з Bluetooth, USB і NFC, залучення WebRTC.

## Використання
Перші моделі смартфонів на Firefox OS вироблялися компаніями TCL Communication Technology (Alcatel) і ZTE. Телефони побудовані на апаратній платформі Qualcomm Snapdragon, на базі якої випускаються багато сучасних смартфонів на платформі Android. Перші смартфони з Firefox OS надійшли у продаж на початку 2013 року під брендом Vivo, що належить компанії Telefónica.
Платформа спочатку оптимізована для початкового сегмента смартфонів і позбавлена зайвих проміжних прошарків, що дозволяє мобільним операторам підготувати продукти, що мають багатий набір функцій за ціною дешевих телефонів початкового цінового рівня. Платформа отримала відгук у представників індустрії — про свою участь в просуванні та розвитку Firefox OS заявили такі відомі оператори зв'язку, як Deutsche Telekom, Etisalat, Smart, Sprint, Telecom Italia, Telefónica і Telenor. Ці компанії сприяють просуванню нового учасника ринку мобільних систем, надавши для цього свої ресурси.

## Виноски
1. ↑  Mozilla making mobile OS using Android. blog. I Didn't Know That!. July 2011. Архів оригіналу за 22 липня 2013. Процитовано 4 серпня 2011.
2. ↑  Mozilla Gains Global Support For a Firefox Mobile OS. Архів оригіналу за 3 липня 2012. Процитовано 2 липня 2012.
3. ↑  Firefox OS/Connected Devices Announcement. Mozilla. Архів оригіналу за 26 травня 2017. Процитовано 2 січня 2021. This means that Firefox OS for smartphones will no longer have staff involvement beyond May. [..] As of today, we have 3 projects that have passed the first gate including SmartTV, and about a dozen more projects are prepping for review. {{cite web}}: Зовнішнє посилання в |quote= (довідка) [Архівовано 26 травня 2017 у Wayback Machine.] (англ.)
4. 1 2  B2G (англійською) . MozillaWiki. Архів оригіналу за 7 серпня 2011. Процитовано 26 липня 2011.
5. ↑  Mozilla объявила о намерении создать собственную мобильную web ОС. CNews[ru] (російською) . Хабрахабр. 26-7-2011. Архів оригіналу за 11 лютого 2012. Процитовано 26 липня 2011.
6. ↑  Создатели Firefox делают аналог Chrome OS для смартфонов (російською) . Вести.Ru[ru]. 26-7-2011. Архів оригіналу за 4 липня 2012. Процитовано 26 липня 2011.
7. 1 2  «Boot to Gecko» — ОС на основе вебтехнологий от Mozilla (російською) . Linux.org.ru. 26 липня 2011. Архів оригіналу за 18 червня 2012. Процитовано 26 липня 2011.
8. ↑  Open Web Device — смартфон на платформе HTML5 (російською) . Хабрахабр. 27 лютого 2012. Архів оригіналу за 2 березня 2012. Процитовано 27 лютого 2012.
9. ↑  Мозилловский «Boot to Gecko»: Паутина — это платформа (російською) . Хабрахабр. 27 лютого 2012. Архів оригіналу за 1 березня 2012. Процитовано 27 лютого 2012.
10. ↑  Mozilla закрывает проект Firefox OS как платформы для смартфонов. iXBT.com. Архів оригіналу за 25 грудня 2015. Процитовано 24 грудня 2015.
11. ↑  Firefox OS is dead, Firefox OS is alive - Firefox OS Central. Firefox OS Central (амер.). http://106109499158402292349. Архів оригіналу за 25 грудня 2015. Процитовано 24 грудня 2015. {{cite web}}: Зовнішнє посилання в |publisher= (довідка) [Архівовано 2015-12-25 у Wayback Machine.]
12. ↑  @jaaksi (8 грудня 2015). Ari Jaaksi on Twitter (Твіт). Архів оригіналу за 11 березня 2016. Процитовано 24 грудня 2015 — через Твіттер.